# Retjytsa
Retjytsa (belarusiska: Рэчыца; ryska: Речица: Retjitsa, eller Łacinka: Rečyca), är en stad i Homels voblast i sydöstra Belarus. Den hade omkring 66 172 invånare (1 januari 2016).